# Maurice Rose (général)
Pour les articles homonymes, voir Rose.
Maurice Rose (né le 26 novembre 1899 à Middleton, Connecticut et mort le 30 mars 1945 à Paderborn, Allemagne) d'origine polonaise, fils et petit-fils de rabbin, était un vétéran de la Première Guerre mondiale et un général de l'Armée de terre des États-Unis pendant la Seconde Guerre mondiale.

## Biographie
Durant la Première Guerre mondiale, il sert dans la 89e division d'infanterie où il est blessé lors de la  bataille du saillant de Saint-Mihiel en 1918. Il participe à l'offensive Meuse-Argonne à la fin de la guerre.
Durant la Seconde Guerre mondiale, il sert dans la 1re division blindée sur le théâtre nord-africain. Durant la campagne de Tunisie, il accepte la capitulation inconditionnelle des troupes allemandes en 1943. Il prend sous son commandement à partir d'août 1944 la 2e puis la 3e division blindée et est promu au rang de major-général.
Le 7 juin 1944 il débarque avec sa 2e division blindée Hell on Wheels en Normandie, vient en aide à la 101e division aéroportée américaine à Carentan et repousse les forces allemandes. Le 7 août il prend les commandes de la 3e division blindée. En septembre ses troupes se dirigent vers le nord et libèrent la ville fortifiée de Maubeuge puis celle de Mons en Belgique.
La Wehrmacht est piégée à la ligne Siegfried, les troupes américaines envahissent le territoire allemand, Stolberg puis Cologne sont battues.
Le 25 mars 1945 ils traversent le Rhin et arrivent à Paderborn. Il est tué quelques jours plus tard en allant secourir une unité restée en arrière près de Paderborn. Il est le soldat ayant le plus de décorations enterré au cimetière américain de Margraten aux Pays-Bas.

## Récompenses et distinctions
- Distinguished Service Cross
- Distinguished Service Medal
- Silver Star avec deux feuilles de chêne
- Legion of Merit avec une feuille de chêne
- Bronze Star avec une feuille de chêne
- Purple Heart avec une feuille de chêne
- Chevalier de la Légion d'honneur
- Croix de guerre 1939-1945 avec palme
- Croix de guerre 1914-1918 avec palme